# Derbi (esport)
|  | No s'ha de confondre amb la marca de motocicletes Derbi ni amb la ciutat anglesa Derby. |

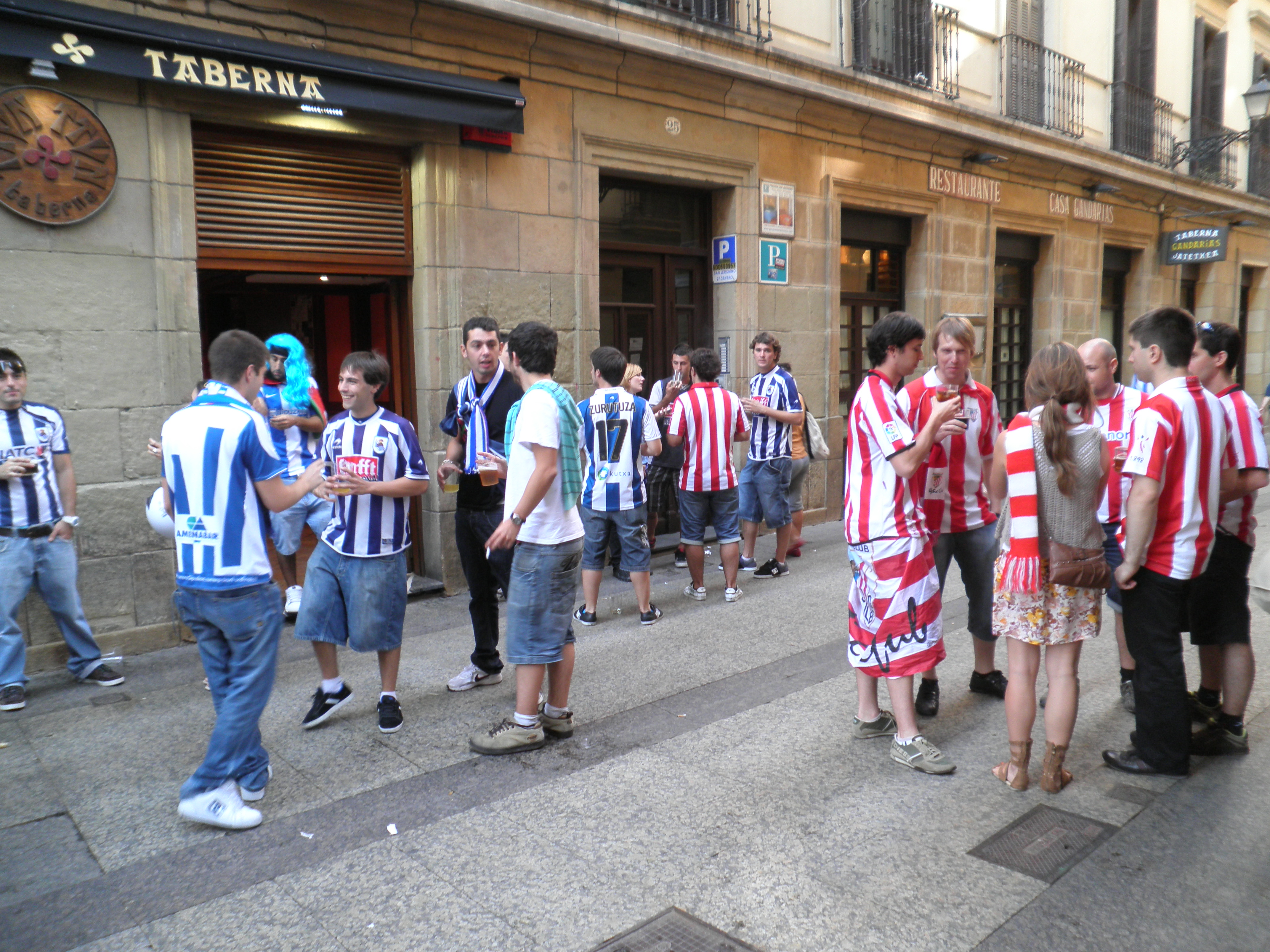
Seguidors de la Reial Societat i l'Athletic, el derbi basc.

La paraula derbi (de l'anglès derby) s'usa en el món de l'esport en general, especialment en el futbol, per designar un encontre esportiu entre dos clubs d'una mateixa ciutat o de ciutats veïnes. Els derbis solen caracteritzar-se per la gran rivalitat entre les aficions, que sovint ultrapassa l'àmbit merament esportiu arribant a tenir connotacions polítiques, classistes o sectàries, com per exemple el derbi Celtic-Rangers que es converteix en una rivalitat entre catòlics i protestants. Sovint la paraula derbi s'usa també per designar partits de màxima rivalitat entre clubs que no són d'una mateixa ciutat, com ara un FC Barcelona-Reial Madrid, però tècnicament no s'hauria de parlar de derbi com a tal, sinó d'encontre de la màxima, clàssic o similar.
L'origen de la paraula no és clar. Sembla que prové d'un encontre anual disputat a la localitat anglesa d'Ashbourne, però altres teories l'originen a la cursa de cavalls The Derby organitzada a la ciutat de Derby (Anglaterra) des del 1780.
També s'usa la paraula derbi per definir els partits de gran rivalitat entre equips d'una mateixa regió o país.

## Principals derbis
| Ciutat o Regió    | Rivals                                          | Esport            |
| ----------------- | ----------------------------------------------- | ----------------- |
| Barcelona         | FC Barcelona vs. RCD Espanyol (Derbi barceloní) | Futbol            |
| Barcelona         | UE Sant Andreu vs. CE Europa                    | Futbol            |
| Barcelona         | FC Barcelona vs. Joventut de Badalona           | Bàsquet           |
| València          | València CF vs. Llevant UE                      | Futbol            |
| Alacant           | Hèrcules CF vs. Alacant CF                      | Futbol            |
| Vallès Occidental | CE Sabadell vs. Terrassa FC                     | Futbol            |
| Camp de Tarragona | CF Reus Deportiu vs. Nàstic de Tarragona        | Futbol            |
| Comarques del Sud | Elx CF vs. Hèrcules CF                          | Futbol            |
| Vall del Vinalopó | Elx CF vs. CE Eldenc                            | Futbol            |
| País Basc         | Athletic Club vs. Reial Societat                | Futbol            |
| País Basc         | Reial Societat vs. Osasuna                      | Futbol            |
| País Basc         | Athletic Club vs. Osasuna                       | Futbol            |
| Madrid            | Reial Madrid vs. Atlètic de Madrid              | Futbol            |
| Madrid            | Reial Madrid vs. Estudiantes                    | Bàsquet           |
| Galícia           | Celta de Vigo vs. Deportivo de la Corunya       | Futbol            |
| Sevilla           | Sevilla FC vs. Reial Betis                      | Futbol            |
| Lisboa            | SL Benfica vs. Sporting CP                      | Futbol            |
| Porto             | FC Porto vs. Boavista FC                        | Futbol            |
| Sueca             | S.D. Sueca vs. C.F. Promeses                    | Futbol            |
| Milà              | FC Inter de Milà vs. AC Milan                   | Futbol            |
| Torí              | FC Juventus vs. FC Torino                       | Futbol            |
| Roma              | AS Roma vs. SS Lazio                            | Futbol            |
| Bolonya           | Fortitudo vs. Virtus                            | Bàsquet           |
| Verona            | AC Chievo vs. Hellas Verona FC                  | Futbol            |
| Gènova            | Genoa CFC vs. UC Sampdoria                      | Futbol            |
| Atenes            | Panathinaikos AO vs. AEK Athinai                | Futbol i Bàsquet  |
| El Pireu          | Olympiakos SFP vs. Ethnikos Piraeus FC          | Futbol            |
| Salònica          | PAOK vs. AS Aris vs. AS Hraklis                 | Futbol i Bàsquet  |
| Volos             | Olympiacos Volos 1937 FC vs. Niki Volos FC      | Futbol            |
| Nicòsia           | AC Omonia vs. APOEL                             | Futbol            |
| Limassol          | Apollon vs. AEL                                 | Futbol            |
| Famagusta         | Anorthosis vs. Nea Salamina                     | Futbol i Voleibol |

| Ciutat             | Rivals                                              | Esport     |
| ------------------ | --------------------------------------------------- | ---------- |
| Londres est        | Millwall FC vs. West Ham United FC                  | Futbol     |
| Londres nord       | Arsenal FC vs. Tottenham Hotspur FC                 | Futbol     |
| Londres sud        | Charlton Athletic FC vs. Crystal Palace FC          | Futbol     |
| Londres oest       | Chelsea FC vs. Fulham FC vs. Queens Park Rangers FC | Futbol     |
| Manchester         | Manchester United FC vs. Manchester City FC         | Futbol     |
| Liverpool          | Liverpool FC vs. Everton FC                         | Futbol     |
| Nottingham         | Nottingham Forest FC vs. Notts County FC            | Futbol     |
| Birmingham         | Aston Villa FC vs. Birmingham City FC               | Futbol     |
| Sheffield          | Sheffield United FC vs. Sheffield Wednesday FC      | Futbol     |
| Stoke-on-Trent     | Stoke City FC vs. Port Vale FC                      | Futbol     |
| Bristol            | Bristol Rovers FC vs. Bristol City FC               | Futbol     |
| Kingston upon Hull | Hull FC vs. Hull Kingston Rovers                    | Rugbi a 13 |
| Glasgow            | Celtic FC vs. Rangers FC                            | Futbol     |
| Edimburg           | Heart of Midlothian FC vs. Hibernian FC             | Futbol     |
| Dundee             | Dundee FC vs. Dundee United FC                      | Futbol     |
| Falkirk            | Falkirk FC vs. East Stirlingshire FC                | Futbol     |
| Dublín             | Bohemian FC vs. Shamrock Rovers FC                  | Futbol     |
| Dublín             | St. Patrick's Athletic FC vs. Shelbourne FC         | Futbol     |
| Rotterdam          | Feyenoord vs. Sparta vs. Excelsior                  | Futbol     |
| Bruges             | Club Brugge vs. Cercle Brugge                       | Futbol     |
| Brussel·les        | RSC Anderlecht vs. FC Molenbeek Brussels Strombeek  | Futbol     |
| Hamburg            | Hamburger SV vs. FC St. Pauli                       | Futbol     |
| Múnic              | Bayern München vs. TSV 1860 München                 | Futbol     |
| Leipzig            | 1. FC Lokomotive Leipzig vs. FC Sachsen Leipzig     | Futbol     |
| Viena              | Austria Wien vs. Rapid Viena                        | Futbol     |
| Graz               | Grazer AK vs. Sturm Graz                            | Futbol     |
| Zúric              | Grasshoppers vs. FC Zurich                          | Futbol     |

| Ciutat      | Rivals                                       | Esport |
| ----------- | -------------------------------------------- | ------ |
| Oslo        | FC Lyn Oslo vs. Vålerenga I.F. Fotball       | Futbol |
| Göteborg    | GAIS vs. IFK Göteborg vs. Örgryte IS         | Futbol |
| Estocolm    | AIK Solna vs. Djurgårdens IF vs. Hammarby IF | Futbol |
| Copenhaguen | FC København vs. Brøndby IF                  | Futbol |
| Turku       | FC International Turku vs. Turun Palloseura  | Futbol |

| Ciutat         | Rivals                                                               | Esport           |
| -------------- | -------------------------------------------------------------------- | ---------------- |
| Varsòvia       | Legia Varsòvia vs. Polonia Warszawa                                  | Futbol i bàsquet |
| Cracòvia       | Wisła Kraków vs. Cracovia Kraków                                     | Futbol           |
| Łódź           | Widzew Łódź vs. ŁKS Łódź                                             | Futbol           |
| Dębica         | Wisłoka Dębica vs. Igloopol Dębica                                   | Futbol           |
| Tarnów         | Unia Tarnów vs. Tarnovia Tarnów                                      | Futbol           |
| Praga          | AC Sparta Praha vs. SK Slavia Praha                                  | Futbol           |
| Bratislava     | SK Slovan vs. FK Inter vs. FK Artmedia Petržalka                     | Futbol           |
| Budapest       | Honvéd FC vs. Ferencvárosi TC vs. MTK FC vs. Ujpesti TE vs. Vasas SC | Futbol           |
| Bucarest       | FC Steaua Bucureşti vs. FC Dinamo Bucureşti                          | Futbol           |
| Sofia          | Levski Sofia vs. CSKA Sofia vs. Slavia Sofia vs. Lokomotiv Sofia     | Futbol           |
| Plòvdiv        | Botev Plòvdiv vs. Lokomotiv Plòvdiv vs. Spartak Plòvdiv              | Futbol           |
| Varna          | Cherno More Varna vs. Spartak Varna                                  | Futbol           |
| Burgàs         | Naftex Burgas vs. Chernomorets Burgas                                | Futbol           |
| Belgrad        | Partizan vs. Crvena Zvezda                                           | Futbol           |
| Zagreb         | NK Dinamo vs. NK Zagreb                                              | Futbol           |
| Sarajevo       | FK Sarajevo vs. NK Željezničar                                       | Futbol           |
| Moscou         | CSKA Moskvà vs. Spartak Moskvà                                       | Futbol           |
| Moscou         | Spartak Moskvà vs. Dinamo Moskvà                                     | Futbol           |
| Moscou         | Lokomotiv Moskvà vs. FC Torpedo Moskvà                               | Futbol           |
| Rostov del Don | FC Rostov vs. FK SKA Rostov                                          | Futbol           |

| Ciutat                                  | Rivals                                                                    | Esport |
| --------------------------------------- | ------------------------------------------------------------------------- | ------ |
| Buenos Aires - Superclásico             | Boca Juniors vs. River Plate                                              | Futbol |
| Buenos Aires - Derby del Oeste          | Ferro Carril Oeste vs. Vélez Sársfield                                    | Futbol |
| Buenos Aires                            | Huracán vs. San Lorenzo de Almagro                                        | Futbol |
| Lanús / Lomas de Zamora Derby del Sur   | Lanús vs. Banfield                                                        | Futbol |
| Avellaneda (Buenos Aires)               | Independiente vs. Racing                                                  | Futbol |
| La Plata                                | Estudiantes de La Plata vs. Gimnasia y Esgrima La Plata                   | Futbol |
| Rosario                                 | Newell's Old Boys vs. Rosario Central                                     | Futbol |
| Córdoba                                 | Belgrano vs. Talleres                                                     | Futbol |
| Córdoba                                 | Instituto de Córdoba vs. Racing de Córdoba                                | Futbol |
| Santa Fe                                | Unión vs. Colón                                                           | Futbol |
| Rafaela                                 | Atlético de Rafaela vs. Ben Hur                                           | Futbol |
| San Miguel de Tucumán                   | San Martin vs. Atletico Tucumán                                           | Futbol |
| Guayaquil - Clasico del Astillero       | SC Barcelona vs. Emelec                                                   | Futbol |
| Santiago de Xile                        | Colo-Colo vs. Universidad de Chile (Superclásico)                         | Futbol |
| Santiago de Xile                        | Universidad Católica vs. Colo-Colo (Clásico moderno)                      | Futbol |
| Santiago de Xile                        | Universidad Católica vs. Universidad de Chile (Clásico universitario)     | Futbol |
| Santiago de Xile                        | Palestino vs. Unión Española vs. Audax Italiano (Clásico de las Colonias) | Futbol |
| Rio de Janeiro                          | Flamengo vs. Fluminense (Fla-Flu)                                         | Futbol |
| Rio de Janeiro                          | Vasco da Gama vs. Flamengo (Clássico dos Milhões)                         | Futbol |
| Rio de Janeiro                          | Botafogo vs. Fluminense (Clássico Vovô)                                   | Futbol |
| Rio de Janeiro                          | Fluminense vs. Vasco da Gama (Clássico dos Gigantes)                      | Futbol |
| São Paulo                               | São Paulo FC vs. Palmeiras (Choque Rei)                                   | Futbol |
| São Paulo                               | São Paulo FC vs. SC Corinthians (O Majestoso)                             | Futbol |
| São Paulo                               | Palmeiras vs. SC Corinthians (Dérbi paulista)                             | Futbol |
| Porto Alegre Gre-nal                    | Grêmio vs. Internacional                                                  | Futbol |
| Caxias do Sul Ca-Ju                     | Caxias vs. Juventude                                                      | Futbol |
| Belo Horizonte                          | Cruzeiro vs. Atlético Mineiro                                             | Futbol |
| Curitiba Atle-tiba                      | Atlético Paranaense vs. Coritiba                                          | Futbol |
| Florianópolis Clássico de Florianópolis | Avaí vs. Figueirense                                                      | Futbol |
| Salvador Ba-Vi                          | Bahia vs. Vitória                                                         | Futbol |
| Campinas Derby Campineiro               | Ponte Preta vs. Guarani                                                   | Futbol |
| Recife                                  | Sport vs. Santa Cruz (Clássico das Multidões)                             | Futbol |
| Recife                                  | Santa Cruz vs. Náutico (Clássico das Emoções)                             | Futbol |
| Recife                                  | Náutico vs. Sport (Clássico dos Clássicos)                                | Futbol |
| Belém Re-Pa                             | Remo vs. Paysandu                                                         | Futbol |
| Ribeirão Preto Come-fogo                | Comercial vs. Botafogo                                                    | Futbol |
| Teresina                                | River AC vs. EC Flamengo                                                  | Futbol |
| Asunción                                | Club Olimpia vs. Cerro Porteño                                            | Futbol |
| Montevideo                              | CA Peñarol vs. Nacional                                                   | Futbol |
| Lima                                    | Alianza Lima vs. Universitario (Superclásico)                             | Futbol |
| Lima                                    | Universitario vs. Sporting Cristal                                        | Futbol |
| Lima                                    | Sporting Cristal vs. Alianza Lima                                         | Futbol |
| Arequipa-Cuzco Clásico del Sur          | FBC Melgar vs. Cienciano                                                  | Futbol |
| Callao Clásico Porteño                  | Sport Boys vs. Atlético Chalaco                                           | Futbol |

| Ciutat          | Rivals                                               | Esport         |
| --------------- | ---------------------------------------------------- | -------------- |
| Los Angeles     | Los Angeles Clippers vs. Los Angeles Lakers          | Bàsquet        |
| Chicago         | Chicago Cubs vs. Chicago White Sox                   | Beisbol        |
| Nova York       | New York Mets vs. New York Yankees                   | Beisbol        |
| Nova York       | New York Giants vs. New York Jets                    | Futbol Americà |
| Nova York       | New York Rangers vs. New York Islanders              | Hoquei Gel     |
| Ciutat de Mèxic | Club América vs. CDSC Cruz Azul (Clásico Joven)      | Futbol         |
| Guadalajara     | CD Guadalajara Chivas vs. CF Atlas (Clásico Tapatío) | Futbol         |
| Monterrey       | CF Monterrey vs. CD Tigres UANL (Clásico Regio)      | Futbol         |

| Ciutat   | Rivals                 | Esport |
| -------- | ---------------------- | ------ |
| El Caire | Al-Ahly vs. Al-Zamalek | Futbol |

| Ciutat   | Rivals                                                | Esport  |
| -------- | ----------------------------------------------------- | ------- |
| Tel-Aviv | Maccabi Tel Aviv vs. Hapoel Tel Aviv                  | Futbol  |
| Haifa    | Maccabi Haifa vs. Hapoel Haifa                        | Futbol  |
| Istanbul | Fenerbahçe SK vs. Galatasaray SK                      | Futbol  |
| Istanbul | Beşiktaş JK vs. Fenerbahçe SK                         | Futbol  |
| Istanbul | Galatasaray SK vs. Beşiktaş JK                        | Futbol  |
| Istanbul | Efes Pilsen vs. Fenerbahçe Ülker                      | Bàsquet |
| Ankara   | Ankaragücü vs. Gençlerbirliği                         | Futbol  |
| Esmirna  | Altay SK vs. Göztepe AS                               | Futbol  |
| Esmirna  | Göztepe AS vs. Karşıyaka SK                           | Futbol  |
| Esmirna  | Karşıyaka SK vs. Altay SK                             | Futbol  |
| Adana    | Adanaspor vs. Adana Demirspor                         | Futbol  |
| Amman    | Al-Faisaly vs. Al-Wihdat                              | Futbol  |
| Irbid    | Al-Hussein vs. Al-Ramtha                              | Futbol  |
| Teheran  | Persepolis FC vs. Esteghlal FC                        | Futbol  |
| Esfehan  | Sepahan FC vs. Zob Ahan FC                            | Futbol  |
| Calcuta  | Mohun Bagan AC vs. East Bengal Club vs. Mohammedan SC | Futbol  |
| Tòquio   | FC Tokyo vs. Tokyo Verdy 1969                         | Futbol  |
| Osaka    | Gamba Osaka vs. Cerezo Osaka                          | Futbol  |

| Ciutat      | Rivals                                           | Esport           |
| ----------- | ------------------------------------------------ | ---------------- |
| Sydney      | Sydney City Roosters vs. South Sydney Rabbitohs  | Rugbi a 13       |
| Sydney sud  | St. George-Illawarra Dragons vs. Cronulla Sharks | Rugbi a 13       |
| Sydney oest | Parramatta Eels vs. Penrith Panthers             | Rugbi a 13       |
| Melbourne   | Carlton Blues vs. Collingwood Magpies            | Futbol Australià |
| Adelaida    | Adelaide Crows vs. Port Adelaide Power           | Futbol Australià |
| Perth       | West Coast Eagles vs. Fremantle Dockers          | Futbol Australià |